# 俄勒岡城級重巡洋艦
俄勒岡城級（英語：Oregon City-class）是美國海軍的一個重巡洋艦艦級。本級艦原始計畫建造十艘，但最終僅有四艘建造完成。

## 設計與發展
俄勒岡城級重巡洋艦是其前級艦巴爾的摩級的改良版本；其中最主要的差異在於俄勒岡城級的上層艦體較為窄小，且僅有一支煙囪；這些設計的目的是為了提升防空武器的射擊仰角。這種設計上的不同同時也是克里夫蘭級與法戈級輕巡洋艦間的主要差異。

## 歷史
俄勒岡城級重巡洋艦原先計畫建造十艘；最初的三艘建順利建造完成，但第四艘艦卻於建造過程中遭到中止，而餘下六艘艦中有五艘的龍骨已鋪設完成，但稍後悉數被取消。第四艘艦中斷的造艦工程於1948年重啟，稍後則被改裝為北安普敦號指揮艦。最初完成的三艘艦皆於1946年進入美國海軍服役。俄勒岡城號在僅服役22個月後就遭到除役，成為第二次世界大戰時期的巡洋艦中服役役期最短者之一。奧爾巴尼號稍後於1962年改裝為導彈巡洋艦，並以奧爾巴尼級巡洋艦首艦的身份持續服役至1980年。此外，美國海軍曾有計畫小規模改裝羅徹斯特號，但計畫最終被取消。

## 同級艦
| 艦名         | 舷號   | 建造商                   | 起造           | 下水          | 入役/ 再次入役時間 | 除役時間       | 最終命運                                         |
| ------------ | ------ | ------------------------ | -------------- | ------------- | ------------------ | -------------- | ------------------------------------------------ |
| 俄勒岡城號   | CA-122 | 伯利恆鋼鐵、福爾河造船廠 | 1944年4月8日   | 1945年6月9日  | 1946年2月16日      | 1947年12月15日 | 1973年8月17日出售解體                            |
| 奧爾巴尼號   | CA-123 | 伯利恆鋼鐵、福爾河造船廠 | 1944年3月6日   | 1945年6月11日 | 1946年6月15日      | 1958年6月30日  | 改裝為導彈巡洋艦；1990年8月12日出售解體          |
| 奧爾巴尼號   | CG-10  | 伯利恆鋼鐵、福爾河造船廠 | 1944年3月6日   | 1945年6月11日 | 1962年11月3日      | 1980年8月29日  | 改裝為導彈巡洋艦；1990年8月12日出售解體          |
| 羅徹斯特號   | CA-124 | 伯利恆鋼鐵、福爾河造船廠 | 1944年5月29日  | 1945年8月28日 | 1946年12月20日     | 1961年8月15日  | 1974年9月24日出售解體                            |
| 北安普敦號   | CA-125 | 伯利恆鋼鐵、福爾河造船廠 | 1944年8月31日  | 1951年1月27日 | 1953年3月7日       | 1970年4月8日   | 於建造過程中改為指揮艦，於1977年12月31日出售解體 |
| 北安普敦號   | CLC-1  | 伯利恆鋼鐵、福爾河造船廠 | 1944年8月31日  | 1951年1月27日 | 1953年3月7日       | 1970年4月8日   | 於建造過程中改為指揮艦，於1977年12月31日出售解體 |
| 劍橋號       | CA-126 | 伯利恆鋼鐵、福爾河造船廠 | 1944年12月16日 | 不適用        | 不適用             | 不適用         | 1945年8月12日建造中止，隨後就地解體              |
| 布里奇波特號 | CA-127 | 伯利恆鋼鐵、福爾河造船廠 | 1945年1月13日  | 不適用        | 不適用             | 不適用         | 1945年8月12日建造中止，隨後就地解體              |
| 堪薩斯城號   | CA-128 | 伯利恆鋼鐵、福爾河造船廠 | 1945年7月9日   | 不適用        | 不適用             | 不適用         | 1945年8月12日建造中止，隨後就地解體              |
| 土爾沙號     | CA-129 | 伯利恆鋼鐵、福爾河造船廠 | 不適用         | 不適用        | 不適用             | 不適用         | 1945年8月12日建造中止                            |
| 諾福克號     | CA-137 | 費城海軍造船廠           | 1944年12月27日 | 不適用        | 不適用             | 不適用         | 1945年8月12日建造中止，隨後就地解體              |
| 斯克蘭頓號   | CA-138 | 費城海軍造船廠           | 1944年12月27日 | 不適用        | 不適用             | 不適用         | 1945年8月12日建造中止，隨後就地解體              |

## 外部連結
- Global Security.org – Oregon City class cruiser（页面存档备份，存于）
- DANFS（页面存档备份，存于）